# 道の駅かもがわ円城

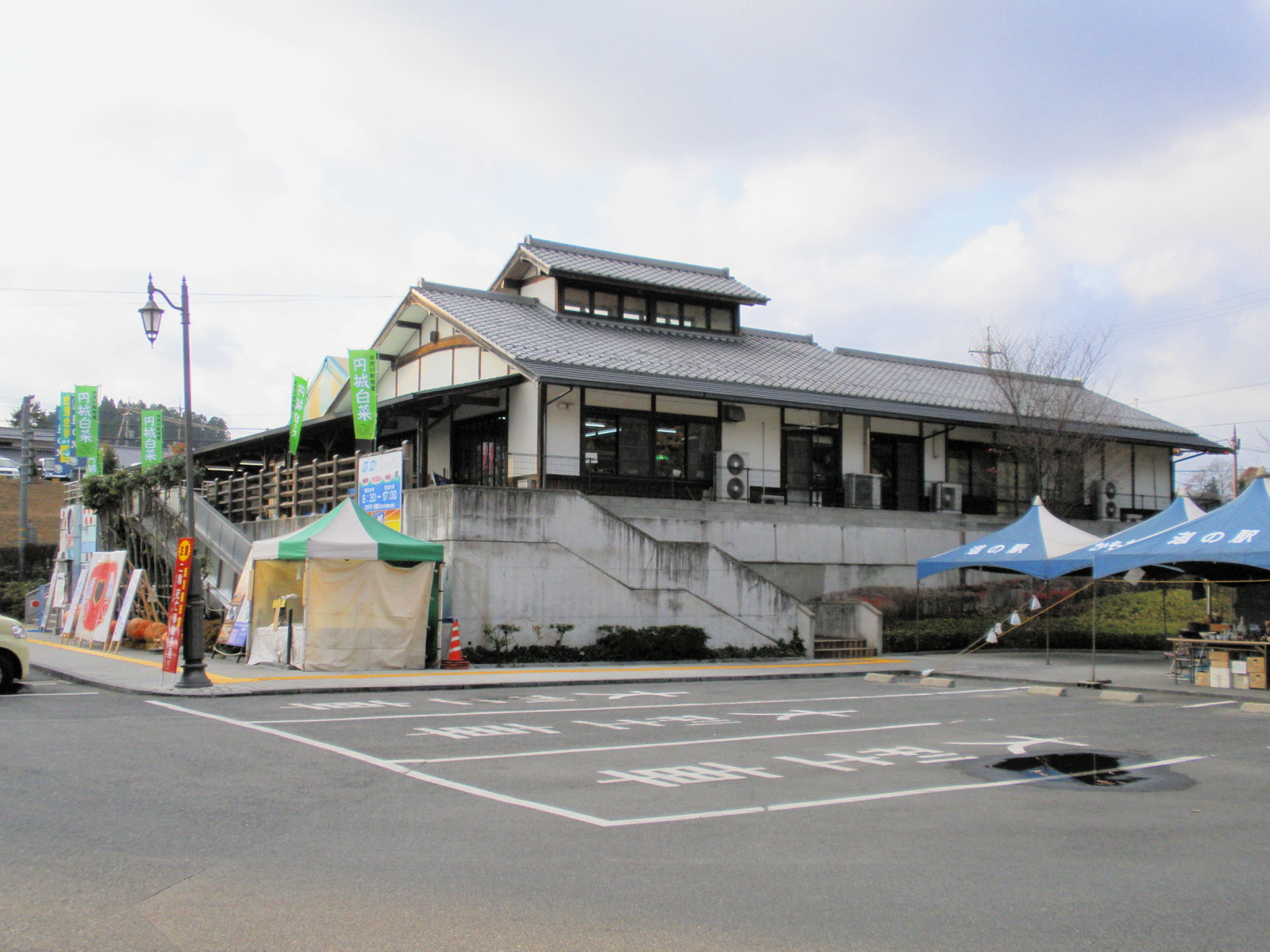
円城ふるさと村農産物直売所

道の駅かもがわ円城（みちのえき かもがわえんじょう）は、岡山県加賀郡吉備中央町上田西にある国道429号の道の駅である。
岡山県下では最初に開駅した道の駅である。

## 施設
- 駐車場
  - 普通車：74台
  - 大型車：4台
  - 身障者用：2台
- トイレ
  - 男：大 3器、小 5器
  - 女：7器
  - 身障者用：1器
- 公衆電話：1台
- レストラン「品野屋」（11:00 - 17:00（4 - 9月）、11:00 - 16:00（10月 - 3月））
- うどん店（11:00 - 17:00（4 - 9月）、11:00 - 16:00（10月 - 3月））
- 売店「円城ふるさと村農産物直売所」（8:30 - 19:00）水曜朝市あり
- 自動販売機
- 情報コーナー
  - インフォメーションカウンター
  - 情報端末
- 休憩所（8:30 - 17:00）
- ベビーベッド
- 郵便ポスト（円城郵便局）
- ATM（ゆうちょ銀行）

## 休館日
- 毎週水曜日（品野屋のみ毎週火曜日）

## アクセス
- 国道429号 - 登録路線
- 岡山県道372号下土井下加茂線
- 岡山方面 E73 岡山自動車道 岡山総社IC から27km、35分
- 大阪方面 E2A 中国自動車道 院庄IC から30km、40分

## 周辺
- 宇甘渓
- 円城ふるさと村